# Mu Tauri
Mu Tauri (49 Tauri) é uma estrela na direção da constelação de Taurus. Possui uma ascensão reta de 04h 15m 32.05s e uma declinação de +08° 53′ 32.7″. Sua magnitude aparente é igual a 4.27. Considerando sua distância de 435 anos-luz em relação à Terra, sua magnitude absoluta é igual a −1.35. Pertence à classe espectral B3IV.